# نیلگون (فیلم)
نیلگون فیلمی به کارگردانی حسین سهیلی‌زاده، نویسندگی بابک کایدان و تهیه‌کنندگی ایرج محمدی محصول سال ۱۳۹۸ است. نیلگون به سی و هشتمین جشنواره فیلم فجر نرسید، تهیه‌کننده و کارگردان این فیلم در نامه‌ای به دبیر سی و هشتم جشنواره فجر، دلیل آن را به پایان نرسیدن مراحل فنی و فیلمبرداری عنوان کردند.
نیمی از فیلمبرداری این فیلم در جزیره قشم انجام شده است.

## خلاصه داستان
این فیلم داستانی عاشقانه دربارهٔ زندگی دختر و پسری جوان است که در مواجهه با مسایل مختلف خانوادگی و اجتماعی قرار می‌گیرند و…

## بازیگران
- محمدرضا فروتن
- میترا حجار
- سام درخشانی
- آناهیتا درگاهی
- همایون ارشادی